# Moller Skycar

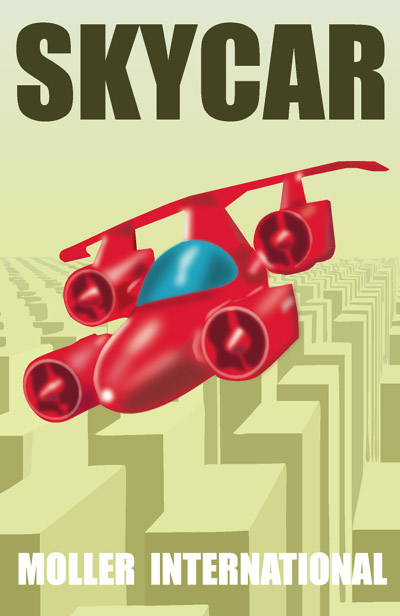
Plakat Moller Skycar

Moller Skycar – prototypowy osobisty statkek powietrzny typu VTOL, nazywany „latającym samochodem”. Jego głównym projektantem jest kanadyjczyk Paul Moller.

## Opis
Pojazd powietrzny o nazwie modelu M400, nad którym nadal trwają prace, w zamierzeniu ma potrafić przenieść do 4 osób. Kontrola pojazdu ma nie wymagać żadnych znajomości pilotażu; potrzebne będzie jedynie wskazanie kierunku i określenie prędkości.
Proponowane specyfikacje pojazdu mówią o prędkości maksymalnej bliskiej 500 km/h, ośmiu ekologicznych silnikach Wankel, „garażowych” rozmiarach, poboru paliwa porównywalnego do zwykłego samochodu, spadochronie w celu zapewnienia bezpieczeństwa oraz możliwości jazdy po ulicy dla krótkich dystansów.